# 埃利奧特冰原島峰
85°16′S 89°43′W / 85.267°S 89.717°W
埃利奧特冰原島峰（英語：Elliott Nunatak），是南極洲的冰原島峰，位於埃爾斯沃思地，屬於蒂爾山脈的一部分，海拔高度2,165米，以美國地質調查局的地質學家命名，現時由南極條約體系管理。